# Kelvin Edward Felix
Kelvin Edward kardinál Felix (15. února 1933, Roseau, ostrov Dominika – 30. května 2024 Castries) byl římskokatolický kněz, arcibiskup, emeritní arcibiskup castrieský a od roku 2014 kardinál.

## Studium
Základní vzdělání získal na chlapecké škole ve svém rodišti a středoškolské na Dominica Grammar School. Na střední škole byl dobrým fotbalistou. Roku 1950 začal svá studia na kněze v Semináři Svatého Jana Vianneye který se nacházel ve městě Port of Spain na Trinidadu a Tobagu.

## Kněz a biskup
Na kněze byl vysvěcen dne 8. dubna 1956. Od roku 1956 se věnoval pastoračním pracím na Dominice. Od roku 1962 studoval na Univerzitě Svatého Františka Xaverského v Novém Skotsku (Kanada). Na této univerzitě obdržel magisterský titul ze sociologie a antropologie. Postgraduální studium ze sociologie absolvoval v roce 1970 na Univerzitě v Bradfordu (UK). Působil jako tutor v Semináři Svatého Jana Vianneye a přednášející sociologie na Univerzitě West Indies at St. Augustine (Port of Spain). Roku 1972 se vrátil na Dominiku a stal se ředitelem Akademie Sv. Marie a poté generálním sekretářem Karibské biskupské konference.
Dne 17. července 1981 ho papež Jan Pavel II. jmenoval metropolitním arcibiskupem Castries na Svaté Lucii a tuto funkci zastával až do 15. února 2008. Na biskupa byl vysvěcen 5. října 1981 Paulem Fouad Naïm Tabetem, spolusvětiteli byli Gordon Anthony Pantin CSSp a Samuel Emmanuel Carter SJ.

## Kardinál
Při konzistoři 22. února 2014 jej papež František jmenoval kardinálem.